# Kargat
Kargat (in lingua russa Каргат) è una città situata in Russia meridionale, nell'Oblast' di Novosibirsk, sul fiume omonimo. Secondo le stime del censimento del 2006, Kargat conta 10 934 abitanti.

## Geografia fisica
Kargat è situata nella Siberia meridionale, nel Bassopiano della Siberia Occidentale, a 40 chilometri a ovest dal capoluogo dell'Oblast', Novosibirsk, sul fiume Kargat, a pochi chilometri dalla confluenza del fiume Čulym. Il clima è continentale.

## Storia
Anche se è difficile trovare città risalenti a prima del XX secolo nell'Oblast' di Novosibirsk, Kargat è stata fondata nel 1750. Ricevette lo status di città nel 1965.

## Popolazione
Negli ultimi anni Kargat ha avuto un lieve abbassamento di popolazione. Ecco, secondo le stime del censimento, la storia della sua popolazione:
- 1959 12.700
- 1979 12.600
- 1989 12.600
- 2002 11.184
- 2006 10.934